# Abundantie (scheikunde)
Met abundantie of abondantie wordt de hoeveelheidsverhouding bedoeld waarin de chemische elementen in een bepaalde omgeving, zoals de Aarde of het universum, voorkomen. Het begrip is afgeleid van het Latijnse werkwoord abundare hetgeen in overvloed aanwezig zijn betekent.
Abundantie wordt gewoonlijk uitgedrukt in massaprocenten of molfracties. Voor gasvormige objecten, zoals sterren of gasplaneten, wordt - in het geval van ideale gassen - de abundatie soms uitgedrukt in volumeprocent.

## Abundantie van elementen in het universum

Cirkeldiagram met de relatieve samenstelling van het universum.

### Samenstelling van het universum
De elementen die zijn opgebouwd uit neutronen, protonen en elektronen (zogenaamde baryonische materie) maken slechts een klein deel uit van de materie in het universum. Kosmologische observaties suggereren dat slechts 4,6% van het universum uit deze zichtbare materie bestaat. Van deze 4,6% is circa 4,14% voorbehouden voor interstellair gas en is slechts 0,46% van de zichtbare materie verantwoordelijk voor de opbouw van sterren, planeten en andere kosmologische objecten. De rest bestaat uit donkere energie (72%) en donkere materie (23%). Deze beide worden echter nog steeds niet goed begrepen door de wetenschap en staan nog volop ter discussie.

### Voorkomen van de materie in het universum
De standaard (baryonische) materie wordt hoofdzakelijk aangetroffen in de vorm van atomen of ionen (plasma), hoewel er ook verschillende ongewone vormen van materie worden aangetroffen (waaronder in witte dwergen en neutronensterren).
Van alle bekende elementen is waterstof het meest abundant in het universum, gevolgd door helium. Waterstof en helium maken naar schatting 72% en 26% (respectievelijk) van alle aanwezige materie uit, dit is samen al 98%. Het op 2 na meest abundante element is zuurstof, atoomnummer 8. Alle andere elementen zijn substantieel minder vertegenwoordigd dan deze drie. Nog geen 2% van de materie in het Melkwegstelsel bestaat uit zwaardere elementen (in de astronomie metalen genoemd).
De abundantie van de lichtste elementen wordt voorspeld door het standaard kosmologisch model (ook wel Lambda-CDM-model genoemd). Deze elementen werden in enkele honderdsten van een seconde na de oerknal gevormd, tijdens het proces dat de oerknal-nucleosynthese wordt genoemd. Zwaardere elementen als koolstof, stikstof, silicium en ijzer werden pas later gevormd, als gevolg van kernfusie in sterren. Ondanks het feit dat de zware elementen slechts een kleine fractie van de aanwezige materie uitmaken, kunnen zij grote invloed uitoefenen op astronomische verschijnselen. Zo betekent de vorming van ijzer in de kern van een ster het levenseinde ervan, omdat ijzer het element is met de meest stabiele kernsamenstelling (laagste kernbindingsenergie).

### Elementaire abundantie en kernbindingsenergie
Hoewel er een trend is dat de abundantie afneemt met stijgend atoomnummer, is deze trend verre van regelmatig. Een belangrijke factor is de relatieve kern(in)stabiliteit.
Er bestaat een correlatie tussen de abundantie van een element en diens kernbindingsenergie. Deze correlatie komt tot uiting op onderstaand diagram, waarin de abundantie van een element, uitgedrukt als het aantal atomen van dat element per miljoen atomen silicium, logaritmisch is uitgezet tegen het atoomnummer van het element:
Hierbij vallen een aantal trends op te merken:
- Waterstof en helium zijn het meest abundant, gevolgd door zuurstof.
- Lithium, beryllium en boor vormen een uitzonderlijke laagte in de abundantiecurve. Zij ondergaan gemakkelijk transmutaties ten gevolge van kernreacties. Zo wordt boor bijvoorbeeld als moderatorstof gebruikt in kernreactoren om een overvloed aan neutronen te absorberen.
- IJzer vertoont een opmerkelijk hoge abundantie omdat het de meest stabiele kern heeft. Lichtere kernen dan ijzer stellen energie vrij bij kernfusie, terwijl zwaardere kernen dan ijzer energie vrijstellen bij kernsplijting.

Algemeen is het patroon van alternatie zichtbaar: elementen met een oneven atoomnummer zijn over het geheel genomen minder abundant dan elementen met een even atoomnummer. Dit is de regel van Harkins. Dit verschijnsel kan verklaard worden met behulp van het uitsluitingsprincipe van Pauli en de stabiliteit van de atoomkernen.
Daarenboven geldt: des te zwaarder het atoom, des te minder abundant (een algemene dalende trend is merkbaar in het diagram). Dit heeft gedeeltelijk te maken met de stabiliteit van de kern. Lichte kernen bevatten ongeveer evenveel protonen als neutronen. Hoe zwaarder de kern wordt, des te meer van deze ideale verhouding wordt afgeweken: het aantal neutronen neemt de overhand om de afstotende krachten tussen de positief geladen protonen te compenseren. Zo is de zwaarste stabiele kern die van lood (meer bepaald de isotoop lood-208). Alle kernen die zwaarder zijn, zullen via desintegratiereeksen vervallen naar kernen met stabielere samenstelling. Dit verval gaat gepaard met het uitzenden van hoogenergetische deeltjes en staat bekend als radioactiviteit.

## Abundantie van elementen op Aarde

### Terrestrische versus gasplaneet
De Aarde is gevormd uit materie van de protoplanetaire schijf gedurende het ontstaan van het zonnestelsel. De Aarde is een terrestrische planeet, wat betekent dat zij hoofdzakelijk is opgebouwd uit vaste stoffen. Gasreuzen zoals Jupiter daarentegen zijn voornamelijk opgebouwd uit gassen en hun samenstelling verschilt dan ook sterk van die van de terrestrische planeten. Terrestrische planeten zoals ook bijvoorbeeld Mars zijn hoofdzakelijk opgebouwd uit koolstof, silicium en tal van metalen, terwijl gasplaneten eerder bestaan uit waterstof, helium, koolstof en stikstof.

### Samenstelling van de Aarde
De abundantie van elementen op de Aarde volgt niet altijd die van het universum. Zo is het meest voorkomende element op Aarde ijzer (35%). Er kan een vrij nauwkeurige schatting worden gemaakt van de chemische samenstelling van de Aarde, waaruit blijkt dat acht elementen samen ongeveer 98,8% van de massa vormen:
- ijzer (35%)
- zuurstof (29%)
- silicium (15%)
- magnesium (13%)
- nikkel (2,5%)
- zwavel (2,0%)
- calcium (1,2%)
- aluminium (1,1%)

#### Abundantie van elementen in de Aardkorst
In de aardkorst is zuurstof het meest vertegenwoordigd (49%), namelijk in gesteenten en mineralen (silicaten en carbonaten). Het tweede meestvoorkomende element in de aardkorst is silicium (59,71% SiO2), dat onder de vorm van silicaten en kwarts de basissamenstelling ervan vormt. Alle andere gesteentevormende elementen, zoals natrium, magnesium, aluminium, kalium, calcium, titanium en mangaan, komen veel voor. De onderstaande grafiek geeft de abundantie van elementen in de Aardkorst weer:
Naast de reeds genoemde gesteentevormende elementen vallen nog enkele andere groepen te onderscheiden:
- De zeldzame aardelementen: yttrium en de lanthaniden (elementen van lanthaan tot lutetium)
- De commercieel belangrijke metalen: chroom, nikkel, koper, zink, molybdeen, cadmium, tin, wolfraam en lood
- De edele en zeldzame metalen: ruthenium, rodium, palladium, zilver, renium, osmium, iridium, platina en goud

Er zijn tevens een aantal hiaten in het diagram aanwezig: ter hoogte van technetium (Z = 43) en promethium (Z = 61). Dit zijn twee onstabiele elementen. Er zijn ook hiaten zichtbaar ter hoogte van de 6 edelgassen, omdat zij in de atmosfeer voorkomen en niet in gebonden toestand in de Aardkorst. Verder zijn de 6 zeer zeldzame en sterk radioactieve elementen polonium, astaat, radon, francium, radium en actinium eveneens niet opgenomen in het diagram wegens hun extreem lage en zeer variabele abundantie.
Voorts zijn er elementen, zoals gallium, scandium en hafnium, die weliswaar in vrij grote hoeveelheid aanwezig zijn in de aardkorst, maar die nergens zijn opgehoopt in bepaalde mineralen. Bovendien zijn hun eigenschappen erg gelijkaardig en zijn ze moeilijk te scheiden en te zuiveren. Een extreem voorbeeld vormen thulium en lutetium, die tot 200 keer meer voorkomen dan goud. Andere elementen, eigenlijk veel zeldzamer (zoals goud, osmium, platina en palladium), worden veel gemakkelijker gevonden doordat zij plaatselijk geconcentreerd voorkomen en gemakkelijk ontgonnen kunnen worden.

#### Abundantie van elementen in de oceanen
Gezien oceanen hoofdzakelijk uit water bestaan, hoeft het niet te verwonderen dat zuurstof (85,84%) en waterstof (10,82%) het meest abundant zijn. De minder abundante elementen zijn opgeloste stoffen in het water:
- Chloor (1,94%)
- Natrium (1,08%)
- Magnesium (0,1292%)
- Zwavel (0,091%)
- Calcium (0,04%)
- Kalium (0,04%)
- Broom (0,0067%)
- Koolstof (0,0028%)

Daarnaast komen ook sporenelementen voor, zoals metalen (aluminium, nikkel, koper, mangaan, barium en lood), metalloïden (fosfor, seleen en arseen) en zelfs edelgassen (helium, neon, argon en krypton). Niet-voorkomende elementen zijn onder andere technetium, ruthenium, rodium, palladium, indium, telluur, promethium, renium, osmium, iridium, platina en thallium.

#### Abundantie van elementen in de aardatmosfeer
De abundantie van de elementen in de aardatmosfeer is beduidend anders dan die van de aardkorst, omdat er hoofdzakelijk gasvormige elementen in voorkomen. Een procentuele samenstelling van de lucht, exclusief waterdamp, is hiernaast weergegeven; de hoeveelheid waterdamp varieert. Hieruit blijkt dat stikstof en zuurstof de meest vertegenwoordigde elementen zijn. Er komen naast waterdamp en koolstofdioxide ook andere chemische verbindingen voor, zoals koolstofmonoxide en methaan.
In onzuivere lucht komen nog roetdeeltjes (koolstofdeeltjes, waaronder polycyclische aromatische koolwaterstoffen, fullerenen en nanobuisjes), zwaveloxiden en stikstofoxiden voor, deels door menselijke activiteit (ze ontstaan namelijk door verbranding van koolstof- en zwavelhoudende brandstoffen), maar ook door natuurlijke activiteit, zoals vulkaanuitbarstingen (onder meer zwaveldioxide).

## Abundantie van elementen in het menselijk lichaam
Een doorsnee lichaamscel bestaat voor 65 tot 90% uit water, wat de hoge abundantie van zuurstof en waterstof verklaart. Daarnaast zijn koolstof en stikstof ook prominent aanwezig, omdat vrijwel alle chemische componenten in het menselijk lichaam organische moleculen zijn: grofweg eiwitten (aminozuren), vetten en koolhydraten. Bijna 99% van de lichaamsmassa wordt dus uitgemaakt door zuurstof, koolstof, waterstof, stikstof, calcium en fosfor. Calcium is een bestanddeel van botten en tanden; fosfor maakt deel uit van de fosfaatruggengraat in het DNA en van de fosfolipiden in het celmembraan.
Daarnaast komen ook enkele metalen voor, zoals natrium (als Na+), kalium (als K+), magnesium en ijzer (in hemoglobine). Bepaalde metalen, zoals koper, kobalt (in cobalamine), zink en molybdeen maken als cofactor deel uit van bepaalde enzymen. Verder komen er ook sporen voor van zeldzame of zelf radioactieve elementen, zoals beryllium, wolfraam, goud, radium, thorium en uranium.
In het lichaam komen ongeveer 60 elementen voor, goed voor een totaal aantal atomen van 6,7 × 1027. Onderstaande tabel geeft een overzicht van alle elementen en hun abundantie in het menselijk lichaam: De kolom massa is geldig voor een persoon van 70 kg.
| Element   | Massafractie (%)    | Massa (kg)       | Percentage atomen    | Aantal atomen |
| --------- | ------------------- | ---------------- | -------------------- | ------------- |
| Zuurstof  | 65                  | 43               | 24                   | 1,61 × 1027   |
| Koolstof  | 18                  | 16               | 12                   | 8,03 × 1026   |
| Waterstof | 10                  | 7                | 63                   | 4,22 × 1027   |
| Stikstof  | 3                   | 1,8              | 0,58                 | 3,9 × 1025    |
| Calcium   | 1,5                 | 1,0              | 0,24                 | 1,6 × 1025    |
| Fosfor    | 1                   | 0,780            | 0,14                 | 9,6 × 1024    |
| Kalium    | 0,25                | 0,140            | 0,033                | 2,2 × 1024    |
| Zwavel    | 0,25                | 0,140            | 0,038                | 2,6 × 1024    |
| Natrium   | 0,15                | 0,100            | 0,037                | 2,5 × 1024    |
| Chloor    | 0,15                | 0,095            | 0,024                | 1,6 × 1024    |
| Magnesium | 0,05                | 0,019            | 0,0070               | 4,7 × 1023    |
| IJzer     | 0,006               | 0,0042           | 0,00067              | 4,5 × 1022    |
| Fluor     | 0,0037              | 0,0026           | 0,0012               | 8,3 × 1022    |
| Zink      | 0,0032              | 0,0023           | 0,00031              | 2,1 × 1022    |
| Silicium  | 0,002               | 0,0010           | 0,0058               | 3,9 × 1023    |
| Rubidium  | 0,00046             | 0,00068          | 0,000033             | 2,2 × 1021    |
| Strontium | 0,00046             | 0,00032          | 0,000033             | 2,2 × 1021    |
| Broom     | 0,00029             | 0,00026          | 0,000030             | 2,0 × 1021    |
| Lood      | 0,00017             | 0,00012          | 0,0000045            | 3 × 1020      |
| Koper     | 0,0001              | 0,000072         | 0,0000104            | 7 × 1020      |
| Aluminium | 0,000087            | 0,000060         | 0,000015             | 1,0 × 1021    |
| Cadmium   | 0,000072            | 0,000050         | 0,0000045            | 3 × 1020      |
| Cerium    | 0,000057            | 0,000040         |                      |               |
| Barium    | 0,000031            | 0,000022         | 0,0000012            | 8 × 1019      |
| Tin       | 0,000024            | 0,000020         | 0,00000060           | 4 × 1019      |
| Jood      | 0,000016            | 0,000020         | 0,00000075           | 5 × 1019      |
| Titanium  | 0,000013            | 0,000020         |                      |               |
| Boor      | 0,000069            | 0,000018         | 0,0000030            | 2 × 1020      |
| Seleen    | 0,000019            | 0,000015         | 0,000000045          | 3 × 1018      |
| Nikkel    | 0,000014            | 0,000015         | 0,0000015            | 1 × 1020      |
| Chroom    | 0,0000024           | 0,000014         | 0,000000089          | 6 × 1018      |
| Mangaan   | 0,000017            | 0,000012         | 0,0000015            | 1 × 1020      |
| Arseen    | 0,000026            | 0,000007         | 0,000000089          | 6 × 1018      |
| Lithium   | 0,0000031           | 0,000007         | 0,0000015            | 1 × 1020      |
| Kwik      | 0,000019            | 0,000006         | 0,000000089          | 6 × 1018      |
| Cesium    | 0,0000021           | 0,000006         | 0,00000010           | 7 × 1018      |
| Molybdeen | 0,000013            | 0,000005         | 0,000000045          | 3 × 1018      |
| Germanium |                     | 0,000005         |                      |               |
| Kobalt    | 0,0000021           | 0,000003         | 0,00000030           | 2 × 1019      |
| Antimoon  | 0,000011            | 0,000002         |                      |               |
| Zilver    | 0,000001            | 0,000002         |                      |               |
| Niobium   | 0,00016             | 0,0000015        |                      |               |
| Zirkonium | 0,0006              | 0,000001         | 0,00000030           | 2 × 1019      |
| Lanthaan  |                     | 0,0000008        |                      |               |
| Telluur   | 0,000012            | 0,0000007        |                      |               |
| Gallium   |                     | 0,0000007        |                      |               |
| Yttrium   |                     | 0,0000006        |                      |               |
| Bismut    |                     | 0,0000005        |                      |               |
| Thallium  |                     | 0,0000005        |                      |               |
| Indium    |                     | 0,0000004        |                      |               |
| Goud      | 0,000014            | 0,0000002        | 0,00000030           | 2 × 1019      |
| Scandium  |                     | 0,0000002        |                      |               |
| Tantaal   |                     | 0,0000002        |                      |               |
| Vanadium  | 0,000026            | 0,00000011       | 0,000000012          | 8 × 1017      |
| Thorium   |                     | 0,0000001        |                      |               |
| Uranium   | 0,00000013          | 0,0000001        | 0,0000000030         | 2 × 1017      |
| Samarium  |                     | 0,000000050      |                      |               |
| Wolfraam  |                     | 0,000000020      |                      |               |
| Beryllium | 0,000000005         | 0,000000036      | 0,000000045          | 3 × 1018      |
| Radium    | 0,00000000000000001 | 0,00000000000003 | 0,00000000000000001% | 8 × 1010      |